# La Tierra es plana
La Tierra es plana: una breve historia del siglo XXI (título original en inglés: The World Is Flat: A Brief History of the Twenty-First Century) es un libro del periodista estadunidense Thomas L. Friedman, que analiza la globalización, especialmente en el siglo XXI. El título constituye una metáfora sobre el mundo como un campo de juego aplanado en lo relativo al comercio, en el que los competidores tienen igualdad de oportunidades. En la cubierta de la primera edición, la ilustración muestra que los países, las empresas y los individuos necesitan un cambio de mentalidad para mantener la competitividad en un mercado global donde las divisiones geográficas e históricas están volviéndose cada día más irrelevantes.
Publicado por primera vez en 2005, el libro apareció un año después en versión actualizada y ampliada, y otra vez en 2007.
El título fue una afirmación original de Nandan Nilekani, ex director general de Infosys.